# Nina Potočnik
Nina Potočnik (* 12. Januar 1997 in Ptuj) ist eine slowenische Tennisspielerin.

## Karriere
Potočnik begann mit sieben Jahren das Tennisspielen und bevorzugt Sandplätze. Sie gewann während ihrer Karriere bisher vier Titel im Einzel und sechs Doppeltitel auf der ITF Women’s World Tennis Tour.
Seit 2018 spielt sie für die slowenische Fed-Cup-Mannschaft, wo sie von ihren bisher drei Fed-Cup-Matches ein Einzel gewinnen konnte.

## Turniersiege

### Einzel
| Nr. | Datum            | Turnier  | Kategorie   | Belag | Finalgegnerin         | Ergebnis      |
| --- | ---------------- | -------- | ----------- | ----- | --------------------- | ------------- |
| 1.  | 19. März 2017    | Hammamet | ITF $15.000 | Sand  | Ani Mijacika          | 6:0, 6:0      |
| 2.  | 2. Juli 2017     | Tarvisio | ITF $15.000 | Sand  | Federica Bilardo      | 6:2, 6:3      |
| 3.  | 19. Januar 2020  | Antalya  | ITF W15     | Sand  | Taissija Patschkalewa | 6:3, 6:2      |
| 4.  | 23. Februar 2020 | Antalya  | ITF W15     | Sand  | Julija Stamatowa      | 6:3, 6:2      |
| 5.  | 14. August 2022  | Leipzig  | ITF W25+H   | Sand  | Mara Guth             | 4:6, 6:2, 7:5 |

### Doppel
| Nr. | Datum              | Turnier         | Kategorie   | Belag | Partnerin           | Finalgegnerinnen                      | Ergebnis         |
| --- | ------------------ | --------------- | ----------- | ----- | ------------------- | ------------------------------------- | ---------------- |
| 1.  | 23. Mai 2015       | Velenje         | ITF $10.000 | Sand  | Natalija Šipek      | Anna Klasen Yvonne Neuwirth           | 4:6, 6:3, [10:4] |
| 2.  | 25. Juni 2016      | Maribor         | ITF $10.000 | Sand  | Sara Palcic         | Manca Pislak Polona Reberšak          | 6:3, 6:2         |
| 3.  | 23. Juli 2016      | Bad Waltersdorf | ITF $10.000 | Sand  | Polona Reberšak     | Nastja Kolar Francesca Stephenson     | 6:3, 6:4         |
| 4.  | 27. August 2016    | Cakovec         | ITF $10.000 | Sand  | Sara Palcic         | Bojana Marinkovic Ani Wangelowa       | 6:4, 6:3         |
| 5.  | 18. März 2017      | Hammamet        | ITF $15.000 | Sand  | Arina Folts         | Valentine Bacher Emma Léné            | 6:4, 6:3         |
| 6.  | 22. September 2018 | Podgorica       | ITF $25.000 | Sand  | Miriam Kolodziejová | Nefisa Berberović Veronika Erjavec    | 2:6, 6:3, [10:0] |
| 7.  | 20. März 2022      | Palmanova       | ITF $15.000 | Sand  | Veronika Erjavec    | Angelica Moratelli Aurora Zantedeschi | 7:5, 6:3         |